# Château de Lascours (Boisset-et-Gaujac)
Pour le château situé à Laudun-l'Ardoise (Gard), voir Château de Lascours.
Pour les articles ayant des titres homophones, voir Château de Lacour, Château de la Cour et Château Lacour.

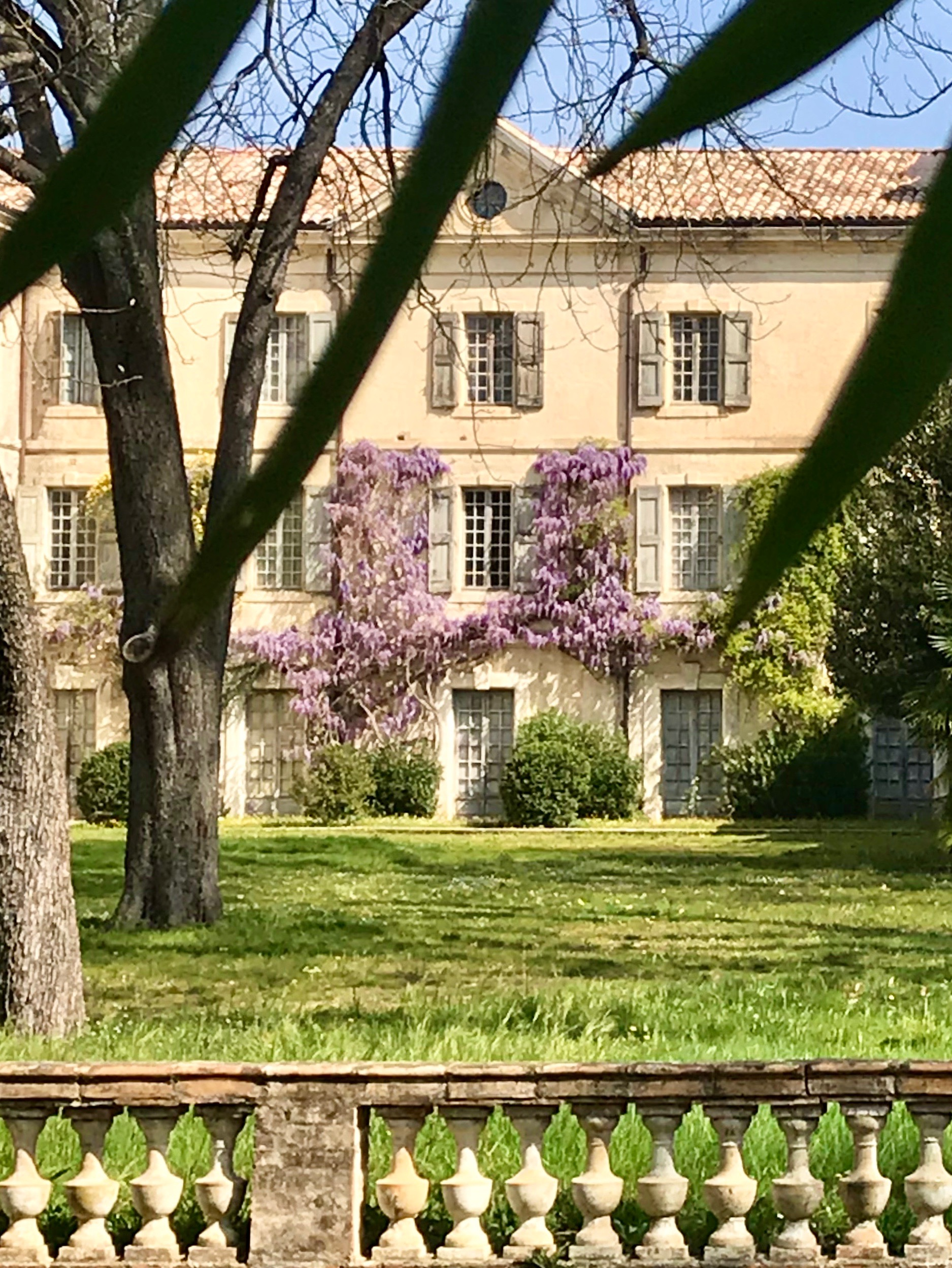
Façade du château de Lascours

Le château de Lascours, à Boisset et Gaujac, en direction de Ribaute est l’ancienne demeure des Princes de Croÿ. D’origine médiévale, le château de Lascours fait partie d’un domaine comprenant le donjon de Valabiac (XIIIe siècle), le fort de Castelnau (XVe et XVIIe), une ferme et son orangerie néoclassique, au cœur d’un parc en cours de réhabilitation, et de terres agricoles.
Un travail de restauration des châteaux, des fermes et des dépendances, mais aussi de remise en état du parc a été entrepris depuis 2014.

## Situation, notoriété, particularité
Le château de Lascours est situé dans le département français du Gard, entre Anduze et Uzès, sur la commune de Boisset-et-Gaujac. Il est souvent confondu avec son homonyme à Laudun-l'Ardoise. Selon Capital, le domaine de Lascours est l'« un des plus beaux endroits du Gard ». Pour Le Point, le château de Lascours est « l'un des joyaux du département ».
Le domaine de Lascours, d'une superficie de plusieurs centaines d'hectares, bénéficie d'un environnement naturel préservé. Selon Corinne Lepage, ancienne ministre de l'environnement et avocate engagée par les propriétaires pour défendre le lieu, il s'agit d'un « site unique », un réservoir de biodiversité comportant des « populations d’un nombre important d’espèces protégées », comme le lézard ocellé ou encore l’orchidée provençale.

## Historique
Lascours, « là où les eaux courent », se situe sur la rive gauche du Gardon. Le domaine s'est perpétué à travers 15 siècles sans grand morcellement et trois châteaux successifs.
Lascours a vu défiler au fil des époques une vie intellectuelle et familiale riche d'échanges : lettres avec Voltaire, Lafayette, échanges avec Guizot, Madame de Staël, tante des Lascours, mais aussi de grands botanistes (tels Jacquemont et Jaubert sous l’Empire) et peintres de chaque époque (comme Souchon, élève de David, sous la protection du Général de Lascours). 

Mais c'est le célèbre fabuliste Florian, (à qui l’on doit entre autres morales de fables : « Pour vivre heureux vivons cachés »), qui, en voisin, dès avant la Révolution, décrit le plus poétiquement le « Beau Rivage » de Lascours :
« Sur les bords du Gardon, au pied des hautes montagnes des Cévennes, entre la ville d’Anduze et le village de Massanes, est un vallon où la nature semble avoir rassemblé tous ses trésors... »

### Le donjon de Valabiac
Aux XIIIe et XIVe siècles sera élevée la tour défensive du château primitif de Valabiac, qui est toujours bien visible au bord de la route. Devenue ferme fortifiée, elle servira de bergerie jusqu’en 2015. Si ses couvertures de tuiles, (qui étaient réalisées dans la tuilerie de la propriété, au bord du Gardon), ont souffert des vicissitudes du temps, malgré ses créneaux arasés et son échauguette tronquée, on distingue bien les fenêtres à traverse, corbeaux et bretèches. Le bâti intérieur demeure un témoignage conséquent d’une tour à quatre niveaux voûtés, qui compte des tourelles anguleuses secondaires à 6 angles de tir, qui ont résisté aux guerres de Religion, intenses jusqu’au début du XVIIIe siècle.

### Le fort de Castelnau
Cette petite forteresse des XVe et XVIe siècles, encadrée par deux tours circulaires, bien conservées, avec leur appareillage de pierre de taille, fenêtres à meneaux et à traverses, surplombe le vignoble. Elle est encerclée de douves sèches, près desquelles se trouvent des chênes tricentenaires. Au début du XVIIe siècle, le fort de Castelnau s’enrichit de doubles portes à arcades en plein cintre et de nouvelles ouvertures à arcs surbaissés. On y accède via un pont de fer, en remontant à travers les murs de 3 anciennes serres très vastes, orientées plein sud.

### Le château de Lascours

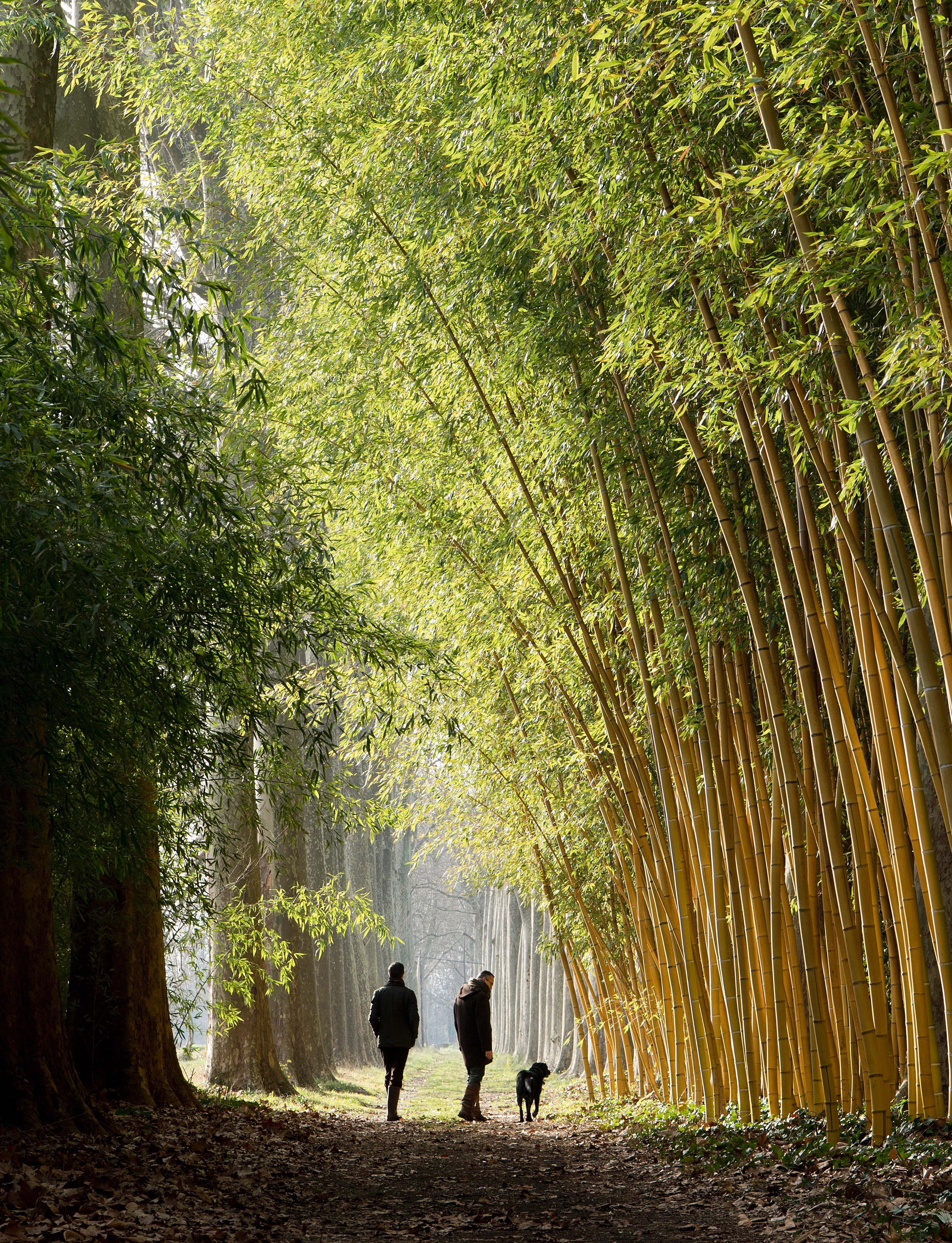
Allée de platanes et Bambouseraie au Domaine de Lascours

Entourant un donjon médiéval, le château de Lascours est une maison des champs qui a conservé sur son aile Est un pigeonnier attesté en 1556, fenêtres à meneaux et porte d’entrée à accolade, mais aussi sa chapelle castrale, avec son autel revisité dans le style néo-roman, tandis que son pont-levis et ses douves, indiquées sur le plan du XVIè siècle, font place à un château de plaisance au XVIIIè s., avec cheminées et plafonds à la française, achevé sous la Restauration par le Général de Lascours, baron d’Empire : sur l’agreste bâti d’origine, s’érigent alors deux façades néoclassiques à pilastres et fronton triangulaire, dans le goût des bastides méridionales de cette époque.

### Les communs
La propriété se dotera peu après de corps de ferme symétriques sur un modèle toscan. Formant un grand mas, visible depuis la route. C’est un exemple bien conservé de ferme modèle néoclassique, caractéristique de l’architecture rurale géométrique de la première moitié du XIXe siècle, aux façades sobres, aux ocres terreux du pays et pierres de Pompignan. Le grand chai, les écuries des chevaux de selle et de trait, la sellerie, l'étable, la porcherie, les greniers à foin, le poulailler et la basse-cour avec son grand puits fontaine, abreuvoir, calade, four à pain, ferronnerie… et même le garage à automobiles, logement du chauffeur et de l’ensemble du personnel, témoignent de la vie domestique d’une époque. Un hameau autosuffisant, qui employa un grand nombre de familles alentour, jusqu’aux années 1950.

### L'orangerie

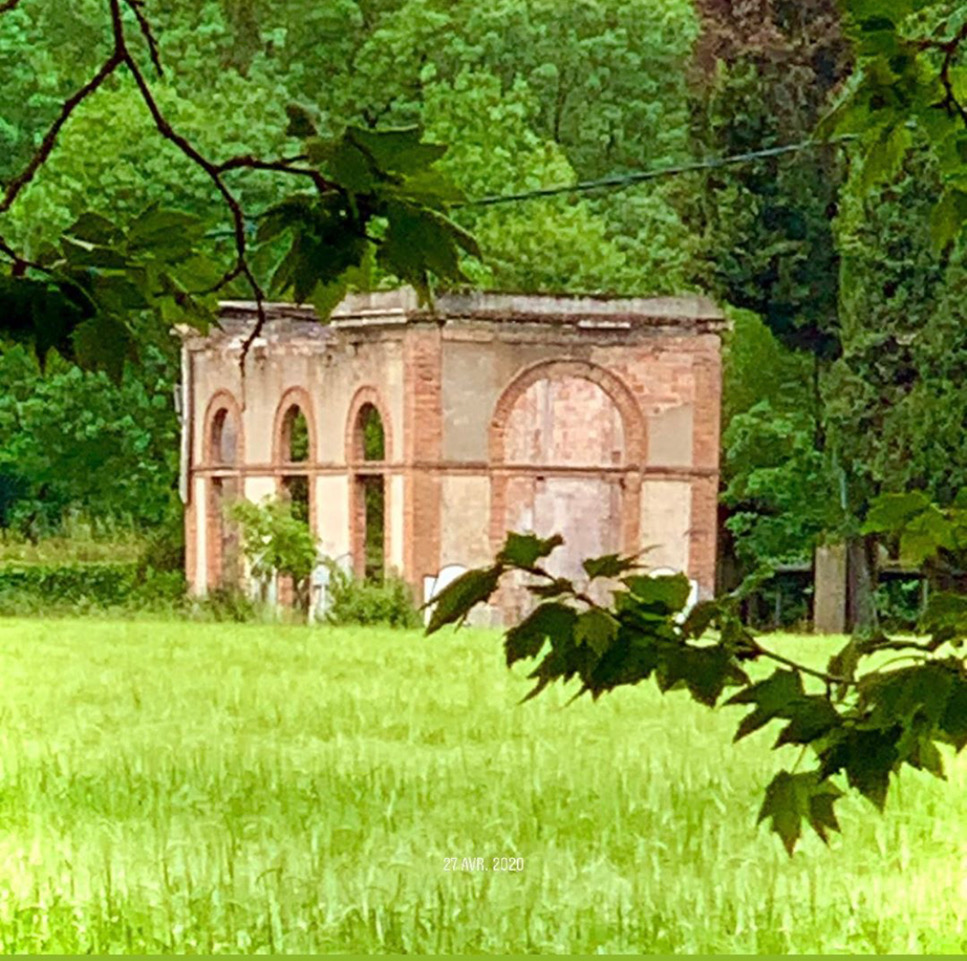
Orangerie du Domaine de Lascours

L'orangerie a été bâtie sur un modèle palladien anglais en briques ocre-rose locales, à la commande du Prince François de Croÿ, pour y abriter les agrumes, dans les vases d’Anduze, en hiver. Elle a perdu son toit et ses huisseries lors d’un incendie dans les années 1990. Entourée de pins parasols centenaires, et d’une double allée de cyprès de Florence et de séquoias, elle est prolongée de serres basses à semis, et de l’ancien verger, où étaient produites les pêches cueillies dans des cagettes de bois léger, marquées au fer de deux « C » entrelacés, Croÿ - Chaponay.
Après une remise en état de ses abords et mise en sécurité de ses corniches, elle sera l’objet d’une campagne de restauration prochaine.
Le domaine de Lascours dispose également d'une bambouseraie.

## Le projet culturel
Depuis 2014, le château de Lascours et l’ensemble de ses bâtiments et du parc, ont été repris par le galeriste parisien Pierre-Alain Challier, natif de Ribaute-les-Tavernes, auteur d'un mémoire sur les vases d’Anduze, et par Bertrand de Latour, commissaire-priseur à Montpellier.
Ils ont entrepris le travail de sauvetage de tous les bâtiments abandonnés, ainsi que la restauration et remise en valeur du parc, qui est depuis l’objet d’étude par de nombreux botanistes et spécialistes de l’histoire des parcs et jardins. 
Mêlant patrimoine et art contemporain, le site accueille des artistes, comme : 

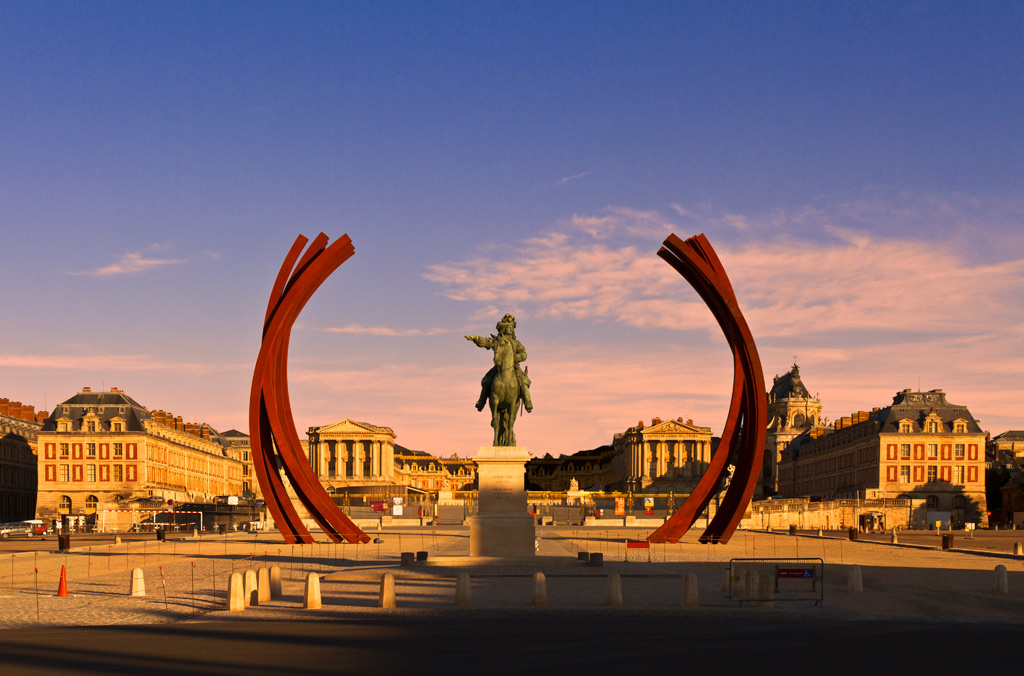
Exposition des "Arcs" de Bernar Venet sur la place des armes à Versailles en 2011

- Le sculpteur minimal Bernar Venet, dont les œuvres monumentales ont fait l’objet d’une exposition au château de Versailles en 2011.

- L’artiste bavarois NILS-UDO, pionnier du Land Art, qui a déjà réalisé plusieurs croquis pour des installations in situ à Lascours.

- Le designer Hubert Le Gall, ou les artistes Parvine Curie, Jean-Luc Parant ou Nicolas Lefebvre…

- Le photographe François Rousseau y a déjà tourné le clip du chanteur Antoine Elie

- La plasticienne Constance Fulda a réalisé des empreintes des écorces des arbres remarquables du parc, qui feront partie d’une exposition sur le thème de l’arbre, à l’été 2021.

Les archives d’histoire de l’art, de plus de 40 ans d’activité de l’ancienne galerie Artcurial, qui édita une centaine d’artistes, dont Arman, Jean Cocteau, Sonia Delaunay, Man Ray ou Niki de Saint Phalle, et contenant notamment des milliers d’ouvrages et de documentation, y seront abritées. Ce futur centre de recherche, accueillera à partir de 2021 historiens d’art et de design.
Des concerts et des projections en plein air sont programmées à partir de l'été 2021 pendant « Les Nuits d'été de Lascours ».  
En 2020, le site est menacé par un projet de construction d'une prison de 500 détenus qui viendrait exproprier 15 hectares de vignes face à la tour de Valabiac. Les voix de nombreuses personnalités s'élèvent pour défendre le projet culturel de Lascours : la marraine de son festival Carole Bouquet, ou le défenseur du patrimoine Stéphane Bern mais aussi l'historien Franck Ferrand ou l'avocate Corinne Lepage, ancienne ministre de l'Environnement. Une association s'est créée pour défendre l'environnement des villages alentour : Association Gardons Patrimoine Environnement,,,.